# Juan V de Nassau-Dillenburg

Escudo de armas Nassau.

Juan V de Nassau-Dillenburg (Breda, 9 de noviembre de 1455 - Dillenburg, 30 de julio de 1516) fue conde de Nassau (en Siegen, Dillenburg, Hadamar y Herborn), Vianden y Diez, y señor de Breda. Fue el abuelo paterno de Guillermo el Taciturno.

## Vida
Fue hijo de Juan IV de Nassau-Dillenburg y de su esposa María de Loon-Heinsberg. En 1484/1485 emprendió una peregrinación a Jerusalén. 
En 1472 se llevó a cabo un tratado con su hermano Engelberto II de Nassau en el que se le concedió el territorio de Nassau y su hermano recibió las posesiones en los Países Bajos y la izquierda del Rin.
En 1504, después de la muerte de su hermano Engelberto II de Nassau en Breda, sin heredero, heredó Breda y Vianden, y el hijo mayor de Juan, Enrique III de Nassau-Breda, lo sucedió.
Juan V fue estatúder de Güeldres y Zutphen entre 1504 y 1505. 

### Matrimonio e hijos
Juan V se casó el 11 de febrero de 1482 con Isabel de Hesse-Marburgo, una de las hijas de Enrique III de Hesse y Ana de Katzenelnbogen. Tuvieron 6 hijos.
- Enrique III de Nassau-Breda (1483-1538).
- Juan de Nassau-Vianden-Dietz (1484-1504).
- Ernesto (1486).
- Guillermo I de Nassau-Dillenburg (1487-1559), padre de Guillermo el Taciturno.
- Isabel de Nassau (1488-1559).
- María de Nassau (1491-1547) casada con Jobst I de Holstein-Schauenburg (1483-5 de junio de 1531).

El conde Juan V fue enterrado en Siegen. Sus posesiones neerlandesas fueron heredadas por su hijo mayor, Enrique, mientras que las alemanas fueron para su hijo Guillermo.